# جیانلوکا نیکو
جیانلوکا نیکو (انگلیسی: Gianluca Nicco؛ زادهٔ ۱۰ اوت ۱۹۸۸) بازیکن فوتبال اهل ایتالیا است.
از باشگاه‌هایی که در آن بازی کرده‌است می‌توان به باشگاه فوتبال دلفینو پسکارا، باشگاه فوتبال پروجا، باشگاه فوتبال آلساندریا، و باشگاه فوتبال فروزینونه اشاره کرد.
وی همچنین در تیم ملی فوتبال Italy U-20 Lega Pro بازی کرده‌است.